# Măicănești
Măicănești là một xã thuộc hạt Vrancea, România. Dân số thời điểm năm 2002 là 5332 người.